# El candidato honesto
El candidato honesto és una pel·lícula de comèdia mexicana estrenada en 2024 dirigida per Luis Felipe Ybarra. És protagonitzada per Teresa Ruiz, Mariana Seoane i Adrián Uribe.

## Argument
Tona  alguna vegada va ser un líder amb ideals, però amb el temps es va convertir en un polític corrupte. Ara que és candidat a la presidència i està a un pas de guanyar les eleccions, sofreix l'encanteri de la seva àvia que li impedeix fer gens deshonest. Com podrà guanyar les eleccions si no pot dir mentides? Quin serà el seu futur com a polític si està obligat a dir sempre la veritat?.

## Repartiment
- Teresa Ruiz com Diana
- Mariana Seoane com a Bella
- Adrián Uribe com Tona
- Luisa Huertas com Abue Tonya
- Daniel Tovar com Uruchurtu
- Ricardo Fastlicht com a Diputat PAC Verd
- Coral de la Vega com Julia
- Paola Ramones com a Val
- Ricardo Lozano com a Agent Federal 'Lazcano'

## Premis i nominacions
| Premi          | Data de l'esdeveniment | Categoria                               | Receptor             | Resultat | Ref.  |
| -------------- | ---------------------- | --------------------------------------- | -------------------- | -------- | ----- |
| Premis Platino | 27 d'abril de 2025     | Millor comèdia iberoamericana de ficció | El candidato honesto | Nominat  | [ 4 ] |